# Aghribs
Aghribs (în arabă أغريب) este o comună din provincia Tizi-Ouzou, Algeria.
Populația comunei este de 12.474 de locuitori (2008).